# Daniel Restrepo
Daniel Restrepo (Medellín, Antioquia, Colombia; 10 de marzo de 1993) es un exfutbolista colombiano. Juega de centrocampista y su último equipo fue el Deportivo Pereira de la Categoría Primera A de Colombia.

## Clubes
| Club                   | País     | Año         |
| ---------------------- | -------- | ----------- |
| Envigado F. C.         | Colombia | 2011 - 2013 |
| Bogotá F. C.           | Colombia | 2014 - 2016 |
| Leones                 | Colombia | 2017        |
| Independiente Medellín | Colombia | 2017 - 2018 |
| Deportivo Pasto        | Colombia | 2018        |
| Cúcuta Deportivo       | Colombia | 2019        |
| Atlético Bucaramanga   | Colombia | 2020        |
| Deportivo Pereira      | Colombia | 2021 - 2022 |